# چارلز دی. هال
چارلز دی. هال (انگلیسی: Charles D. Hall؛ ‏ ۲۰ آوریل ۱۸۸۸ – ۸ آوریل ۱۹۷۰) کارگردان هنری، کارگردان فیلم و طراح تولید اهل بریتانیا بود.
از فیلم‌هایی که وی در آن‌ها نقش داشته‌است، می‌توان به شبح اپرا، در جبهه غرب خبری نیست، دراکولا، وسواس باشکوه، مرد من گادفری، فرانکنشتاین، مرد نامرئی، پروفسور و عروس فرانکنشتاین اشاره نمود.